# باسو فوندو
باسو فوندو (بالبرتغالية: Passo Fundo‏) وهي مدينة تقع جنوب البرازيل وفي شمال ولاية ريو غراندي دو سول وسميت بهذا الاسم نسبة للنهر الذي يجري منها، تعتبر المدينة الثاني عشر الأكبر في الولاية ويبلغ عدد سكانها 188 ألف نسمة وتبلغ مساحتها 780 كلم مربع.

## المناخ
يظهر الجدول التالي التغييرات المناخية على مدار السنة لباسو فوندو:
| البيانات المناخية لـباسو فوندو                         | البيانات المناخية لـباسو فوندو | البيانات المناخية لـباسو فوندو | البيانات المناخية لـباسو فوندو | البيانات المناخية لـباسو فوندو | البيانات المناخية لـباسو فوندو | البيانات المناخية لـباسو فوندو | البيانات المناخية لـباسو فوندو | البيانات المناخية لـباسو فوندو | البيانات المناخية لـباسو فوندو | البيانات المناخية لـباسو فوندو | البيانات المناخية لـباسو فوندو | البيانات المناخية لـباسو فوندو | البيانات المناخية لـباسو فوندو |
| الشهر                                                  | يناير                          | فبراير                         | مارس                           | أبريل                          | مايو                           | يونيو                          | يوليو                          | أغسطس                          | سبتمبر                         | أكتوبر                         | نوفمبر                         | ديسمبر                         | المعدل السنوي                  |
| ------------------------------------------------------ | ------------------------------ | ------------------------------ | ------------------------------ | ------------------------------ | ------------------------------ | ------------------------------ | ------------------------------ | ------------------------------ | ------------------------------ | ------------------------------ | ------------------------------ | ------------------------------ | ------------------------------ |
| متوسط درجة الحرارة الكبرى °م (°ف)                      | 28.6 (83.5)                    | 27.9 (82.2)                    | 26.3 (79.3)                    | 22.3 (72.1)                    | 20.1 (68.2)                    | 18.5 (65.3)                    | 19.0 (66.2)                    | 19.8 (67.6)                    | 21.6 (70.9)                    | 24.1 (75.4)                    | 25.7 (78.3)                    | 28.3 (82.9)                    | 23.6 (74.5)                    |
| المتوسط اليومي °م (°ف)                                 | 22.4 (72.3)                    | 21.8 (71.2)                    | 20.3 (68.5)                    | 17.0 (62.6)                    | 14.7 (58.5)                    | 13.2 (55.8)                    | 13.3 (55.9)                    | 13.8 (56.8)                    | 15.6 (60.1)                    | 18.1 (64.6)                    | 19.5 (67.1)                    | 21.8 (71.2)                    | 17.6 (63.7)                    |
| متوسط درجة الحرارة الصغرى °م (°ف)                      | 17.3 (63.1)                    | 17.1 (62.8)                    | 15.9 (60.6)                    | 12.5 (54.5)                    | 10.7 (51.3)                    | 9.3 (48.7)                     | 8.4 (47.1)                     | 9.3 (48.7)                     | 10.7 (51.3)                    | 12.5 (54.5)                    | 14.1 (57.4)                    | 16.1 (61.0)                    | 12.8 (55.0)                    |
| الهطول مم (إنش)                                        | 143.7 (5.66)                   | 147.1 (5.79)                   | 120.3 (4.74)                   | 128.8 (5.07)                   | 140.1 (5.52)                   | 148.8 (5.86)                   | 131.6 (5.18)                   | 131.6 (5.18)                   | 160.4 (6.31)                   | 162.4 (6.39)                   | 110.5 (4.35)                   | 133.1 (5.24)                   | 1٬658٫4 (65.29)                |
| متوسط الرطوبة النسبية (%)                              | 71.0                           | 74.0                           | 75.0                           | 74.0                           | 75.0                           | 76.0                           | 75.0                           | 73.0                           | 72.0                           | 69.0                           | 67.0                           | 67.0                           | 72.3                           |
| ساعات سطوع الشمس الشهرية                               | 251.1                          | 204.5                          | 229.0                          | 195.0                          | 177.1                          | 156.5                          | 183.5                          | 183.0                          | 163.0                          | 204.6                          | 240.2                          | 266.1                          | 2٬453٫6                        |
| المصدر: Instituto Nacional de Meteorologia (1931-1960) |                                |                                |                                |                                |                                |                                |                                |                                |                                |                                |                                |                                |                                |

## أعلام
- موريلو إندرس
- لويس فيليبي سكولاري
- ماركوس دانييل
- ماركينيو
- غوستافو إندرس

## أنظر ايضاً
- غوابوري ، ريو غراندي دو سول